# Boldva
Boldva è un comune dell'Ungheria di 2 471 abitanti (dati 2001) . È situato nella contea di Borsod-Abaúj-Zemplén. Prende il nome dal fiume Bódva.

## Storia
Nelle vicinanze del comune sono stati ritrovati reperti risalenti al Neolitico. Documenti del XIII secolo nominano il comune "Boldua". Tra il 1175 e il 1180 fu costruito dai Benedettini un monastero dedicato a San Giovanni Battista.